# Манипул (облачение)
Мани́пул (лат. manipulum от лат. manus, рука) — деталь (элемент) литургического облачения католического клирика.

## Описание
Манипул представляет собой полосу ткани около 30—50 сантиметров в длину и 5—10 сантиметров в ширину с вышитым по центру крестом. Надевается на левую руку во время мессы. Носится на запястье таким образом, что концы ленты свисают с руки. Крепится при помощи завязок либо булавок. Изготовляется из шёлка.
Ношение манипула допускалось только во время мессы и клириками не ниже субдиакона. Практически вышел из употребления во второй половине XX века.

## История
Вероятно, восходит к древнеримскому платку mappa, предназначенному для утирания лица и рук. Первое упоминание об использовании манипула в богослужении римского обряда содержится в Liber Pontificalis. Практика ношения манипула во время мессы повсеместно распространилась на Западе к XI веку, причём его держали в левой руке; традиция повязывать манипул вокруг левого запястья появилась не ранее XIII века.
Форма и вид манипула сильно менялись с течением времени, привычный вид эта деталь литургического облачения приобрела только в конце XIV века. С того же времени появилась традиция носить манипул, окрашенный в литургический цвет данного дня.
Поскольку традиционно манипул носили клирики от субдиакона и выше, торжественное вручение манипула стало одним из элементов обряда поставления в субдиаконы.
Епископы надевали манипул перед молитвой Confiteor (лат. Исповедую) в алтаре. Прочие священнослужители надевали манипул в ризнице перед литургией.
В ходе литургической реформы после Второго Ватиканского собора использование манипула стало необязательным. В настоящее время он полностью исчез из богослужебной практики ординарного римского обряда и сохраняется только в общинах католиков-традиционалистов.